# Chrysomerophyceae
A Chrysomerophyceae fotoszintetikus sárgásmoszatok monotipikus csoportja az Ochrophytinán belül.:328

## Történet
1995-ben hozták létre Thomas Cavalier-Smith et al. szekvenciaelemzés alapján, később Bailey et al. is beszámoltak róla 1998-ban. Yang et al. a Phaeothamniophyceaeből 2012-ben a Chrysomerophyceaebe helyezték tengeri fajait, így előbbi csak édesvízi fajokat tartalmaz.
Cavalier-Smith 2005-ös tanulmányában a sárgamoszatok közüli kivételét igazolta, közelebbi rokonának tekintve többek közt a Phaeothamniophyceae és Schizocladiophyceae kládokat, ezekkel együtt a Maristába helyezte, és a barnamoszatok közeli rokonának feltételezte, ez utóbbit egy rDNS-alapú elemzés is megerősítette. Silar 2016-os könyvében is a Marista tagja a Xanthophyceae, az Aurearenophyceae és a Phaeothamniophyceae által alkotott klád testvércsoportjaként.:323 Ekkor 6 ismert faja volt.:337
2019-ben Wetherbee et al., miután parafiletikusnak találták a Chrysomerophyceaet, létrehozták a Chrysoparadoxophyceae osztályt. Adl et al. 2019-es tanulmányában ismeretlen helyzetűként szerepelt a Chrysistán belül.

## Morfológia
Fonalasak,:335:13 a fonál keresztmetszetében egy vagy két egymagvú sejt van.:335

## Életmód
Halofitonok vagy algák tenger- vagy brakkvízi fotoszintetikus epifitonjai.:13

## Filogenetika
A PXR (SI) kládon belül a PX (a barna- és sárgászöld moszatok és közeli rokonaik kládja) tagja.
Brown és Sorhannus 2010-es molekuláris genetikai elemzése szerint az Antarctosaccion applanatum a Chrysomerophyceae testvércsoportja.:2. ábra
Wetherbee et al. tanulmánya szerint parafiletikus, két részre osztható, az 1-es testvércsoportja a Xanthophyceae, a 2-esé az 1-es és a Xanthophyceae közös csoportja, ezzel szemben Graf et al. 2019-es tanulmánya szerint a Xanthophyceae és a Chrysomerophyceae együtt nem alkotnak kládot az aminosav-alapú fa szerint, mert a Chrysoparadoxa a Chrysowaernella hieroglyphica közeli rokona ez alapján.

## Genetika
Kizárólagos xantofillciklusuk a violaxantin–anteraxantin–zeaxantin ciklus.

## Szterolok
A Chrysomeris ramosa fő szteroljai a 24-etilkoleszterin és a 24-etilkoleszta-5,22E-dién-3β-ol, a Giraudyopsis stellifer a 24-etilkoleszterin mellett fukoszterolt, 24-etilkoleszta-5,22E-dién-3β-olt, 24-metilénkoleszterint és 24-metilkoleszta-5,22E-dién-3β-olt tartalmaz.